# Urbino
Urbino é uma comuna italiana da região das Marcas, Província de Pesaro e Urbino, com cerca de 15.128 habitantes. Estende-se por uma área de 228 km², tendo uma densidade populacional de 66 hab/km². Faz fronteira com Acqualagna, Auditore, Colbordolo, Fermignano, Fossombrone, Isola del Piano, Lunano, Mondaino (RN), Montecalvo in Foglia, Monteciccardo, Montefelcino, Montelabbate, Peglio, Petriano, Piandimeleto, Sant'Angelo in Vado, Sassocorvaro, Tavoleto, Urbania.
O centro histórico de Urbino, dominado pelo Palazzo Ducale e pela catedral, está classificado, desde 1998, como Património Mundial da Humanidade pela UNESCO.
Era conhecida como Urvino (em latim: Urvinum) durante o período romano.

## Personagens ligadas a Urbino
- Rafael Sanzio (1483-1520), pintor renascentista[1][2][3]
- Papa Clemente XI (1649-1721) que pontificou de 1700 a 1721[4]
- Fernando Aiuti (1935), medico imunologista, fundador da Associação Anlaids
- Valentino Rossi (1979), piloto de motovelocidade

## Imagens

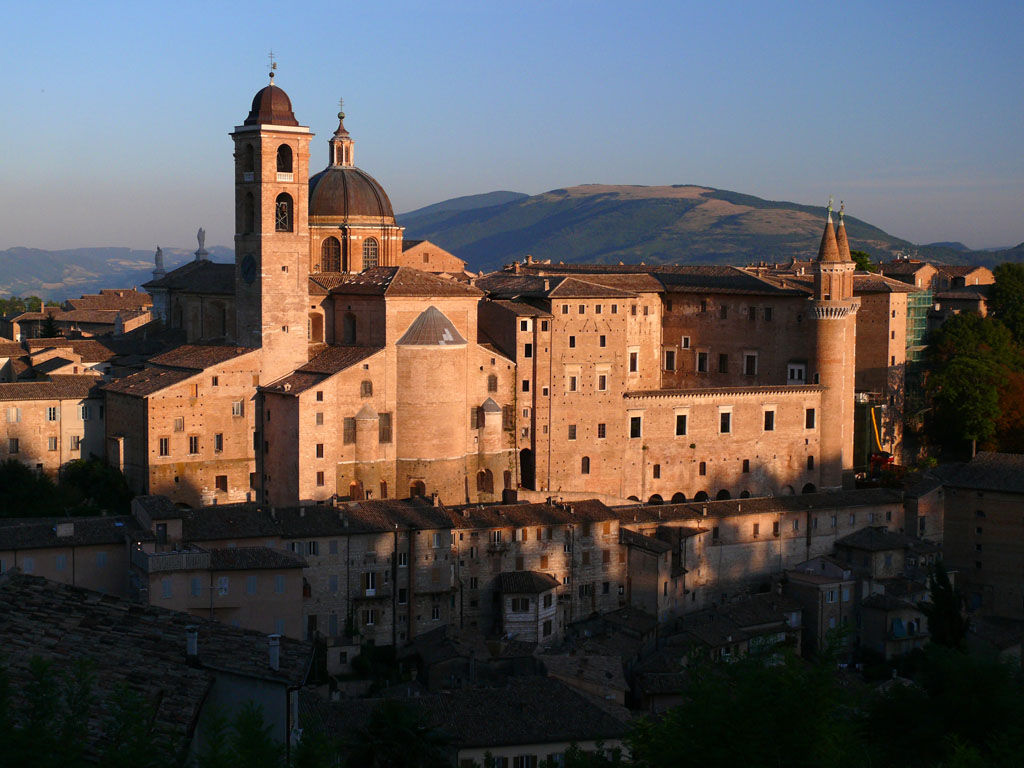
Palazzo Ducale e o Duomo
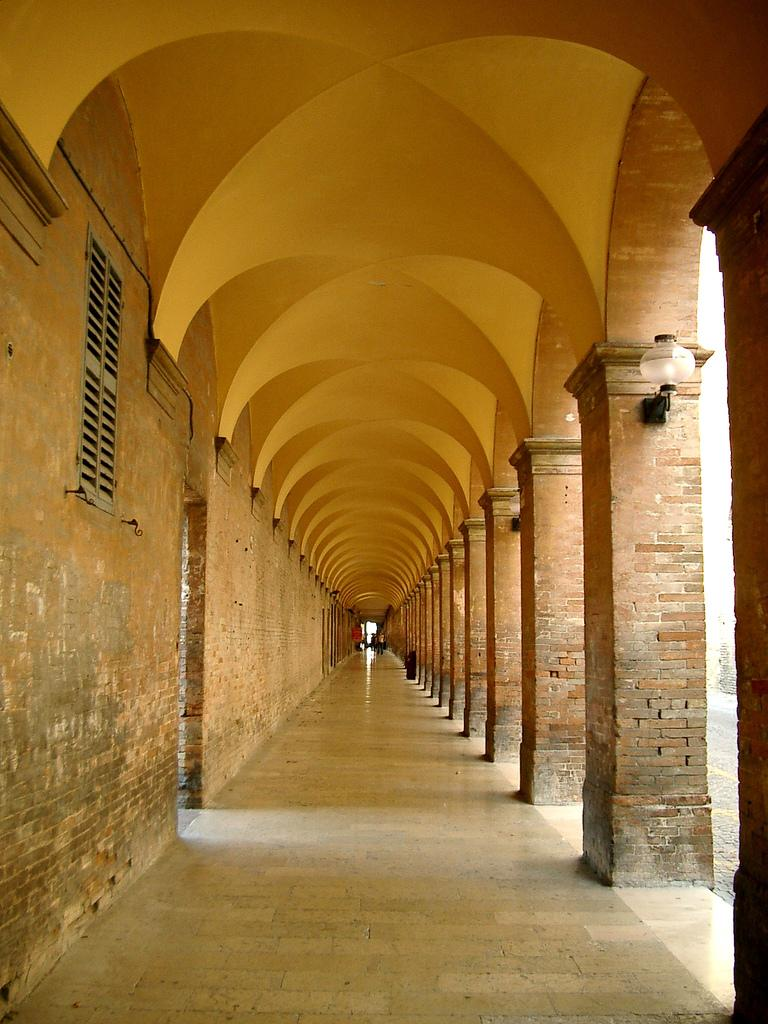
Arcadas no Corso Giuseppe Garibaldi
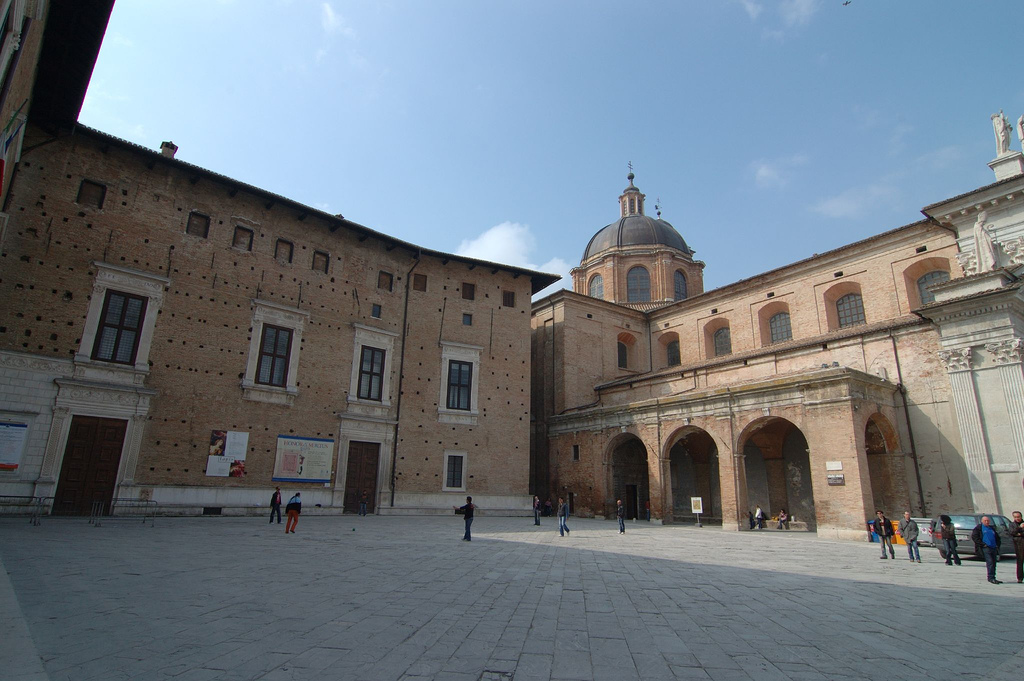
Praça Duque Frederico